# Авдотьїно (Ульяновський район)
Авдо́тьїно (рос. Авдотьино) — село (деревня) в Ульяновському районі Ульяновська область.
Населення становить 131 особу. Входить до складу муніципального утворення Тимирязевське сільське поселення.

## Історія
Від 2004 року входить до складу муніципального утворення Тимирязевське сільське поселення.

## Населення
| 2010 |
| ---- |
| 131  |